# San Francisco de la Paz (ort)
San Francisco de la Paz är en ort i Honduras.   Den ligger i departementet Departamento de Olancho, i den centrala delen av landet, 140 km nordost om huvudstaden Tegucigalpa. San Francisco de la Paz ligger 667 meter över havet och antalet invånare är 5 411.
Terrängen runt San Francisco de la Paz är kuperad åt nordost, men åt sydväst är den platt. Runt San Francisco de la Paz är det ganska tätbefolkat, med 52 invånare per kvadratkilometer. San Francisco de la Paz är det största samhället i trakten. Omgivningarna runt San Francisco de la Paz är en mosaik av jordbruksmark och naturlig växtlighet.